# IPad (1a generació)
L'iPad és una tauleta tàctil desenvolupada per Apple Inc. Anunciat el 27 de gener de 2010, es posiciona en una categoria entre un "telèfon intel·ligent" (smartphone) i un ordinador portàtil. L'iPad va ser anunciat i presentat a la Keynote del 27 de gener del 2010.
Similar en les seves funcions a un iPhone o ipod touch encara que més gran i potent, funciona amb una versió modificada del mateix sistema operatiu (iOS), amb una interfície d'usuari redissenyada per a aprofitar la mida més gran del dispositiu i la capacitat d'utilitzar el servei ibookstore d'Apple amb l'aplicació ibooks (programari per a lectura de llibres electrònics). Posseeix una pantalla amb retroil·luminació Led, capacitats multitàctils de 9,7 polzades, de 16 a 64 gigabytes (GB) d'espai tipus memòria flaix, Bluetooth, i un connector dock de 30 pins que permet la sincronització amb el programari iTunes i serveix de connexió per a diversos accessoris. Existeixen dos models: un amb connectivitat a xarxes sense fil Wi-Fi 802.11 N i un altre amb capacitats addicionals per a xarxes 3G (pot connectar-se a xarxes de telefonia cel·lular HSDPA) i GPS Assistit. Ambdós models poden ser adquirits en tres capacitats d'emmagatzemament diferents.
La comercialització del model Wi-Fi als Estats Units va començar el 3 d'abril del 2010, el model 3G va seguir a l'abril; a França, Suïssa, Austràlia, Canadà, Alemanya, Itàlia, Japó, Espanya i Regne Unit, els dos models, Wi-Fi i 3 G seran disponibles a la venda a final d'abril sense data precisa.

## Antecedents
La primera tauleta tàctil desenvolupada per Apple va ser l'ajudant personal Newton, comercialitzat entre 1993 i 1998. La concepció d'una nova tablet havia estat la font de nombrosos rumors durant diversos anys, sobretot després de la presentació de l'iPhone el 2007. El llançament de l'iPad va ser finalment anunciat per l'CEO d'Apple, Steve Jobs, en el transcurs d'una conferència de premsa el 27 de gener del 2010.
| iPad                                                  |                                             |
| Teclat virtual                                        | La part posterior del iPad                  |
| Un teclat virtual apareix quan és necessari escriure. | La part posterior del iPad, feta d'alumini. |

## Accessoris
Apple té a disposició diversos accessoris, incloent:
- L''iPad Keyboard Dock (Base d'encaix amb teclat) que inclou teclat físic, connector de 30 pins i connector d'àudio.
- L'iPad case és una funda de protecció que permet realçar l'aparell per facilitar la impressió sobre el teclat virtual, o bé de presentar-lo dret.
- Dock: Base d'encaix que inclou connector de 30 pins i connector d'àudio.
- Connector de VGA a Dock per a monitors externs, televisors o projectors.
- Kit de connexió de càmera per a la transferència de fotos i vídeos, des d'un aparell o targeta SD.
- Carregador USB de 2A (10W).

## Programari
L'iPad té el programari següent right-out-the-box :
- App Store: Programari que permet d'adquirir aplicacions (tant les de l'iPhone, disponibles en zoom x2 o en mida original, com les nadiues de l'iPad). Els propietaris d'aplicacions per a iPhone poden transferir-les al seu iPad sense necessitat de tornar a pagar.
- iBooks: permet de visualitzar i gestionar llibres electrònics a més de descarregar-los o comprar-los des del iBookstore.[11]
- Safari: per a navegar per Internet.
- Mail: per a gestionar correus electrònics.
- Photos: per a visualitzar i gestionar fotografies.
- Video: per a mirar vídeos.
- YouTube: serveix per a navegar pels vídeos de YouTube i visualitzar-los.
- iTunes: per a comprar, navegar i reproduir música.
- Maps: Per a veure mapes. Fa servir tecnologia de Google Maps.
- Notes: És un bloc de notes.
- Calendar: Un calendari per a gestionar apuntaments i dates especials.
- Contacts: Per a gestionar els teus contactes.

Ja és disponible el SDK de desenvolupament (previ pagament) perquè els desenvolupadors comencin a programar (o adaptar) les seves pròpies aplicacions.
Totes les aplicacions disponibles sobre l'App Store, unes 150.000, funcionaran amb l'iPad, podent ser desenvolupades gràcies al SDK d'aplicacions específiques de la plataforma, i Apple anunciava el llançament de versions adaptades dels programaris Pages, Keynote i Numbers (fins ara reagrupats al si d'iWork, comercialitzades de manera separada a l'App Store al preu de 9,99 $ cadascuna.
Per desig de Steve Jobs, la tecnologia Adobe Flash no s'integrada a l'iPad, com si ho és actualment a l'iPhone i l'ipod touch.
Semblaria que l'iPad disposa d'una funcionalitat que permet de trucar els nombres dits "d'urgències", cosa que faria presagiar una versió superior que integraria directament una carta SIM i, per tant, una verdadera interfície de telèfon mòbil.
L'iPad té un GPS únicament a la seva versió Wifi + 3G.

## Distribució

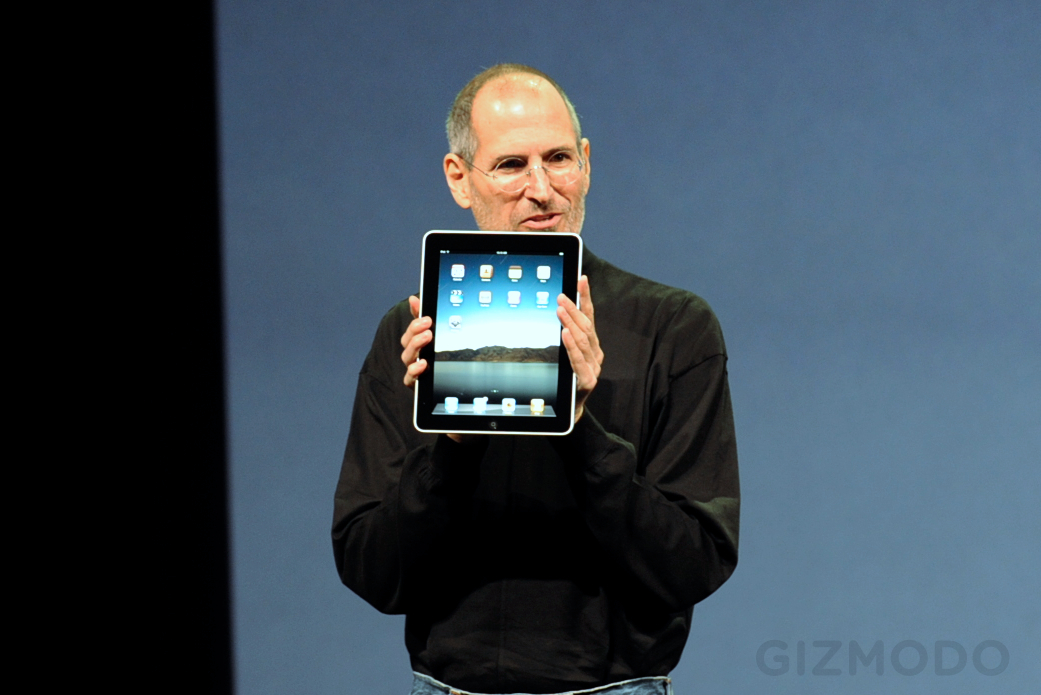
Steve Jobs presentant l'iPad en el Centre per a les arts Yerba Buena

L'iPad es posà en venda 60 dies després de la seva presentació oficial; és a dir, el 3 d'abril de 2010 amb un preu base de 499 dòlars, i en el cas de la versió Wi-fi, i 30 dies després (90 dies després de la presentació; és a dir, el 27 d'abril) per a la versió que incorpora a més 3G.
Diverses companyies han anunciat paquets de dades a preus especials per als models 3G de forma anàloga als que ofereixen amb els terminals iPhone vinculats a les seves xarxes. Per això la distribució i venda es fa a través de les botigues Apple físiques i la botiga a Internet, i els distribuïdors habituals de productes Apple.

## Rebuda
Les reacció dels mitjans a l'iPad fou diversa.

### Estats Units
El blog de tecnologia Gizmodo enumera els següents elements com falles del dispositiu: absència de càmera, no poder executar més d'una aplicació alhora, absència de suport per a Adobe Flash i no ser compatible amb la xarxa T-mobile 3G als Estats Units.
En contrast, Walt Mossberg fa referència a les característiques de maquinari que tenen menor rellevància que el programari i la interfície d'usuari. Walt va destacar el baix cost del dispositiu considerant les seves especificacions. Walt també va fer èmfasi en la durada de 10 hores de la bateria. Considera que l'iPad s'assembla exteriorment a un ipod touch gran però ofereix programaris més poderosos, més propers a les versions destinades al Macintosh, sobretot en el cas de les aplicacions de productivitat; impressió compartida per David Pogue, per a qui la denominació "iPod touch gran" no fa justícia a l'aparell.
Leo Laporte (periodista de Tech) va escriure una avaluació mixta, exaltant la velocitat de l'iPad i a la vegada criticant l'absència de càmera, sortida de vídeo, ports USB o Firewire, la possibilitat d'executar diverses aplicacions alhora, especialment les de missatgeria instantània. També va esmentar la naturalesa tancada del dispositiu i el control total que té Apple sobre el programari. Finalitza concloent que l'iPad havia de ser vist com un dispositiu per a consumidors de contingut, i no un ordinador en el sentit tradicional.
Yair Reiner afirma que l'iPad havia de competir amb els lectors de llibres electrònics com l'Amazon Kindle d'Amazon alhora que oferia un 70% de guanys per a les editorials, sent igual per als desenvolupadors que venen les seves aplicacions a través de l'App Store. (Una setmana abans de l'anunci oficial de la sortida de l'iPad, la botiga de llibres de l'Amazon Kindle incrementaria els guanys per a les editorials un 70%).
D'altres van assegurar que l'iPad competiria també amb els Netbooks, que facin servir principalment el sistema operatiu Microsoft Windows. Cnet fa una llista de desavantatges de l'iPad en ser comparat amb un netbook, incloent l'absència de càmera per a video-xat, l'absència de Flash i la dificultat per escriure a la pantalla. L'iPad només funciona amb programari provinent de l'App Store.
Dies després del llançament, Stephen Fry va afirmar que la gent havia d'usar l'iPad per apreciar de veritat el seu propòsit i va comentar que les crítiques cap al dispositiu seran oblidades després d'usar-lo. Fry va recalcar la velocitat del dispositiu, la resposta, la forma suau de lliscar, la qualitat de la pantalla, el seu lleuger pes i el ben pensat que estan les accions i gests utilitzats al dispositiu.

### Amèrica Llatina i Espanya
A Amèrica Llatina i Espanya l'esdeveniment de la presentació de l'iPad va ser transmès per blogs especialitzats com MuyMac, Applesfera i Applecol. Les queixes han estat similars a les d'altres països: l'absència de càmera, la impossibilitat de capacitats multitasca, la no inclusió de tecnologia Flash, entre d'altres.

### França
Després de la presentació de l'iPad, la premsa subratlla la velocitat d'accés de les pàgines web, la receptivitat de la pantalla tàctil i el preu de venda de l'aparell, jutjat raonable.
Entre els punts febles, els periodistes destaquen la presència d'un teclat virtual i lamenten l'absència d'una càmera, així com el fet de no suportar multitasca i el format Adobe Flash. Els dissenyadors de webs es queixaren de la feble resolució (1024 x 768 píxels).

### Dret de les marques
La premsa destacà que el grup Stmicroelectronics va registrar la marca iPad a l'Oficina per a l'Harmonització del Mercat Interior (OHMI) el 2000, mentre que Fujitsu l'ha registrat el 2003 a la United States Patent and Trademark Office (USPTO). Aquestes empreses l'utilitzen per comercialitzar diferents productes en l'àmbit de l'electrònica. El gener de 2010, Masahiro Yamane, director de la divisió de relacions públiques de Fujitsu, indica que la marca pertany a l'empresa japonesa; el març la seva propietat és transferida a Apple. El 2007, la marca iPhone va ser ja l'objecte d'un contenciós entre Apple i la societat Cisco, abans que les dues firmes trobessin un acord.

### Gestió dels drets digitals
La Free Software Foundation, que lluita contra els sistemes de gestió de drets digitals, es lamenta que, en el cas de l'iphone, les aplicacions terceres destinades a l'iPad han de ser autoritzades obligatòriament per Apple i distribuïdes al seu App Store. Tanmateix, permet a Apple administrar les aplicacions disponibles a l'App Store, de manera que la firma ja ha efectuat neteges del catàleg de l'App Store retirant, per exemple, de les aplicacions de caràcter sexual o bé de garantir la seguretat sobre aquests terminals mòbils (per exemple evitant una falla de seguretat que una aplicació tercera podria aprofitar).

## Crítiques

### Nom
En molts blogs no tecnològics, a més de Twitter, la primera atenció no es va centrar tant en les característiques del producte, sinó en el nom. Per a molts estatunidencs, la primera accepció de la paraula pad és "tovallola higiènica". El jocós iTampon va sobrepassar a l'iPad com a tema de moda el dia de l'anunci oficial. Un altre tema de controvèrsia és la facilitat de confondre els noms iPad i iPod, donada la seva pronunciació similar en anglès.

### Utilitats
Altres crítiques estan dirigides a la baixa resolució de la pantalla (1024 x 768), el poder executar només un programa alhora, l'absència de càmera web, el no posseir ports USB, no tenir sortida de vídeo d'alta definició i incompatibilitat amb el programari Adobe Flash. A part, tant el lector com la botiga de llibres seria una utilitat poc aprofitada, ja que la pantalla és LED i no de tinta electrònica, provocant dificultat en la lectura.

### DRM
La Free Software Foundation va fer públic un comunicat on adverteix sobre l'aplicació de la gestió de drets digitals o DRM (per les seves sigles en anglès Digital Restriction Management), cosa que podria permetre que editorials, discogràfiques i d'altres puguin controlar els continguts que són utilitzats i descarregats en l'iPad, possibilitant-los potencialment a obtenir el control sobre aquest tipus de continguts.